# Kasper Nielsen
Pour les articles homonymes, voir Nielsen.
Kasper Nielsen, né le 9 juin 1975 à Hillerød, est un handballeur danois évoluant au poste d'arrière droit et de défenseur. Avec l'équipe nationale du Danemark, il est notamment double champion d'Europe.

## Biographie

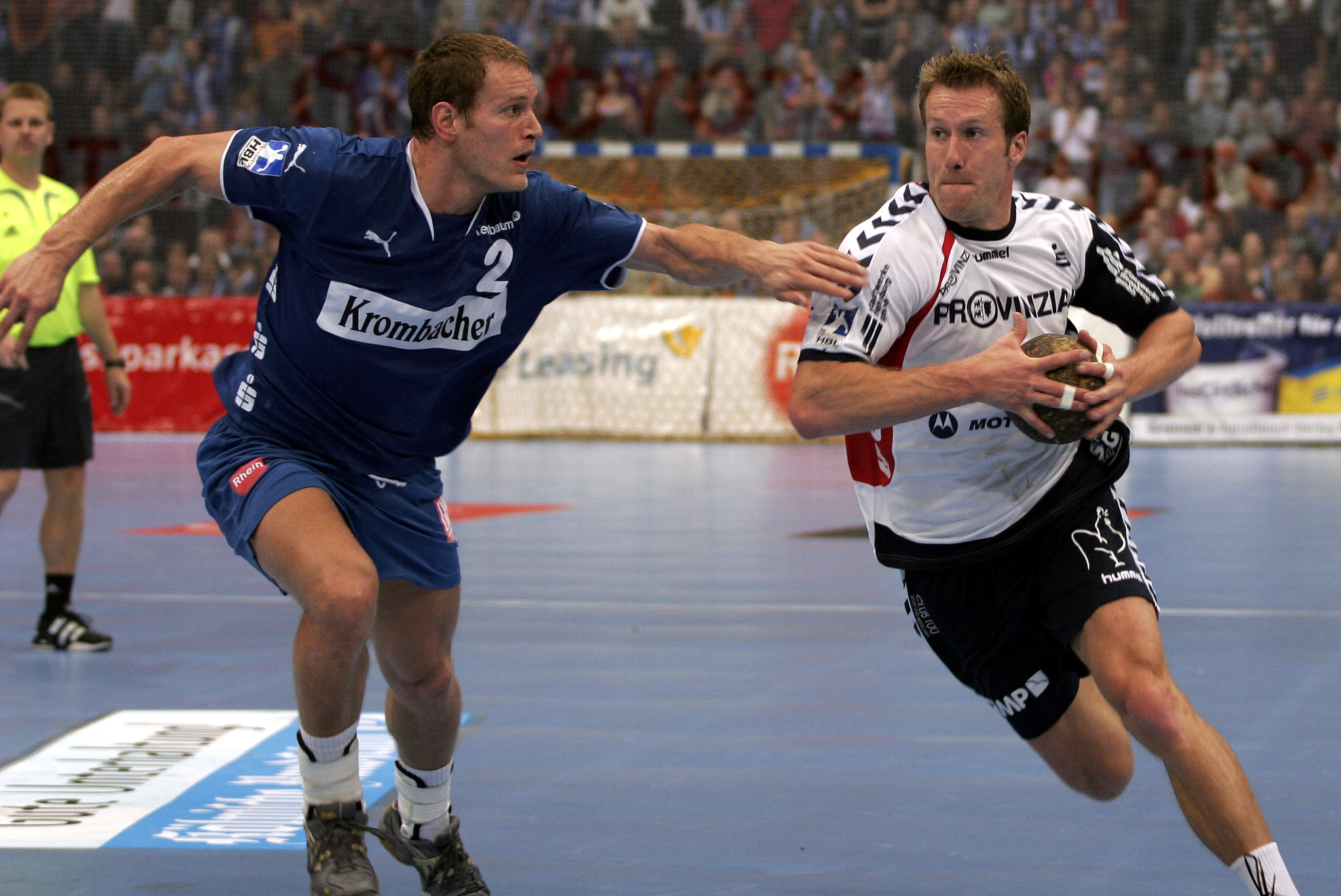
Kasper Nielsen, sous le maillot de SG Flensburg-Handewitt, tente de se défaire du marquage de Geoffroy Krantz.

## Résultats

### Sélection nationale
Championnats d'Europe
- Médaille de bronze au Championnat d'Europe 2004
- Médaille d'or au Championnat d'Europe 2008,  Norvège
- Médaille d'or au Championnat d'Europe 2012,  Serbie
- 5e place au Championnat d'Europe 2010,  Autriche

Championnats du monde
- 13e place au Championnat du monde 2005,  Tunisie
- Médaille d'argent au Championnat du monde 2011,  Suède
- Médaille d'or au Championnat du monde 2013,  Espagne

Jeux olympiques
- 7e place aux Jeux olympiques de 2008 de Pékin,  Chine
- 6e place aux Jeux olympiques de 2012 de Londres,  Royaume-Uni

### Club
Compétitions internationales
- Finaliste de la Ligue des champions (1) : 2007
- Finaliste de la Coupe des coupes (1) : 2002

Compétitions nationales
- Vainqueur du Championnat du Danemark (3) : 1998, 2000, 2004
- Deuxième du Championnat d'Allemagne (2) : 2006, 2008